# HMS Irresistible (1898)
HMS Irresistible («Иррезистибл», в переводе «Неотразимый») — четвёртый броненосец-додредноут типа «Формидебл» Королевских ВМС Великобритании.

## Конструкция
HMS Irresistible был заложен на верфи Чатем 11 апреля 1898 года и спущен на воду 15 декабря 1898 года в очень незаконченном состоянии, чтобы освободить стапели для постройки броненосца HMS Venerable. «Иррезистибл» был достроен в октябре 1901 года.
Irresistible по калибру вооружения и внешнему виду был схож с предшественниками — броненосцами типов «Маджестик» и «Канопус». Irresistible, как и другие корабли типа «Формидебл», часто описывается, как улучшенный «Маджестик», но по конструкции они были увеличенными версиями «Канопуса». Однако конструкция Irresistible включала броню Круппа для улучшения защиты и без уменьшения размера корабля. Таким образом, Irresistible был больше, чем «Канопус», и имел более мощную вертикальную защиту, чем «Маджестики», вкупе со скоростью «Канопусов». Схема бронирования Irresistible была аналогичной «Канопусам», хотя бронепояс доходил до кормы и был 66 метров в длину, 4,6 метра в высоту и 23 сантиметра в толщину. Она была сужена к носу до 7,6 см в толщину и 3,7 метра в ширину и к корме до 3,8 см в толщину и 2,4 метра в ширину. Башни главного калибра несли 25 см брони Круппа спереди и 20 см сзади.
В «Формидаблах» были улучшены главное и вспомогательное вооружение: длина 12-дюймовых орудий увеличена с 35 до 40 калибров, 6-дюймовых — с 40 до 45 калибров. 12-дюймовые орудия могли заряжаться при любом направлении и возвышении, и имели разделённые подъёмные машины с рабочими помещениями под башнями, чтобы в случае воспламенения кордита в башне избежать распространения пожара в помещения для работы с боеприпасами и в пороховые погреба.
Irresistible имел улучшенную форму корпуса, которая улучшала мореходность на больших скоростях по сравнению с «Маджестиками». Гребные винты с вращением внутрь, которые позволяли уменьшить расход топлива и немного увеличить скорость, но ценой ухудшения маневренности на низких скоростях.
С появлением «Дредноута» в начале 1906 года, и линейных крейсеров в 1908 году, додредноуты морально устарели, однако они все еще выполняли некоторые боевые задачи в первые годы Первой мировой войны.

## Служба
4 февраля 1902 года на верфи Чатем Irresistible был подготовлен к плаванию для охраны Гибралтара и замены броненосца HMS Devastation в составе Средиземноморского флота Великобритании. В течение следующих двух лет в Средиземном море, корабль потерпел две аварии: столкнулся с норвежским пароходом в тумане в 3 марта 1902 года (что привело к повреждению бортовой брони) и сел на мель близ Мальты 5 октября 1905 года. С началом войны участвовал в патрулировании Ла-Манша, в феврале 1915 г. отправлен в Дарданеллы, где включён в состав 2-й линейной дивизии.

### Гибель «Иррезистибла»

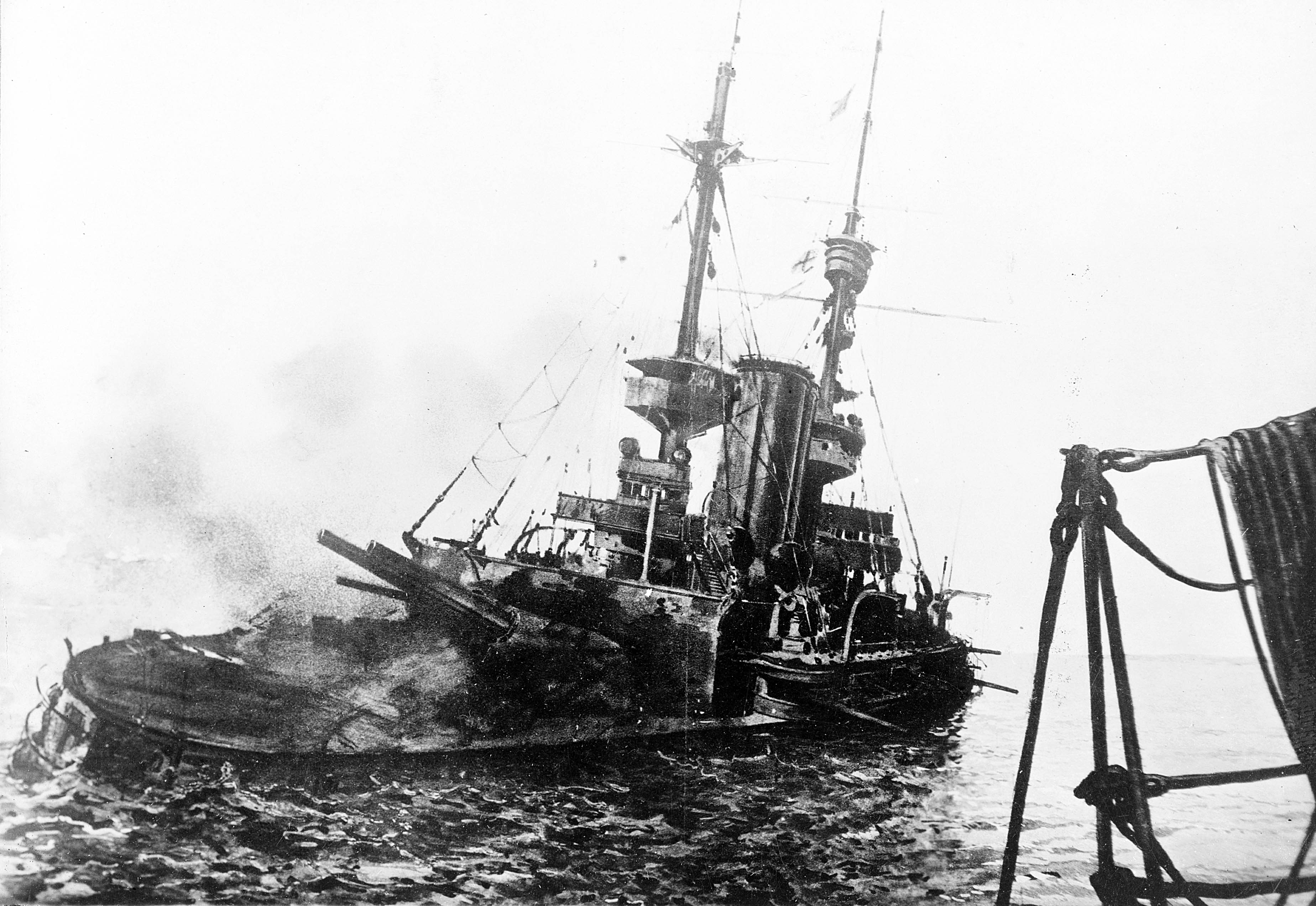
Тонущий «Иррезистибл».

18 марта 1915 года в 16:16 по местному времени, участвуя в Дарданелльской операции, «Иррезистибл» подорвался на турецкой мине, поставленной минным заградителем «Нусрет», что привело к потере хода. Течение отнесло броненосец в сторону турецких береговых орудий, которые открыли по нему сильный огонь. Через некоторое время у «Иррезистибла» возникли проблемы с орудием главного калибра. Броненосцу «Oушен» не удалось вытащить «Иррезистибл» на буксире из-за сильного неприятельского огня, крена подбитого корабля и небольшой глубины в районе операции. Большая часть команды, за исключением капитана и группы моряков-волонтёров перешла на эсминец Tow, который доставил её на дредноут «Queen Elizabeth». Оставшаяся часть команды перешла на «Oушен». При отходе от «Иррезистибла» в 18:05 «Oушен» в свою очередь подорвался на мине, и был покинут командой. Вечером эсминец Jed вошёл в Дарданеллы с целью уничтожить «Иррезистибл» и «Oушен» торпедами, чтобы они не попали в руки турок, однако не обнаружил ни одного из них. По данным турецких источников, «Иррезистибл» был потоплен береговыми батареями около 19:30.